# Жорсткобокий вуж Дераніягали
Жорсткобокий вуж Дераніягали (Aspidura deraniyagalae) — неотруйна змія з роду Жорсткобокий вуж родини Вужеві. Отримав назву на честь ланкійського зоолога Паулюса Дераніягала.

## Опис
Загальна довжина досягає 20—22 см. Спостерігається статевий диморфізм — самиці більші за самців. Голова невелика. Очі округлі. Тулуб циліндричній. Хвіст куций, загострений. Навколо тулуб тягнеться 17 рядків луски. Є 117–122 вентральних щитків, 13—26 підхвостових щитків.
Забарвлення спини темно—коричневе або світло—бежеве. Голова темного кольору. Черево чорно—коричневого кольору.

## Спосіб життя
Полюбляє гірську місцину. Зустрічається на висоті 1520 м над рівнем моря. Значну частину життя проводить риючи ходи під землею. Активний удень. Харчується земляними хробаками.
Це яйцекладна змія. Самиця відкладає 2—4 яйця.

## Розповсюдження
Мешкає у східній та центральній частинах о.Шрі-Ланка.